# Cliffwood Beach
Cliffwood Beach és una concentració de població designada pel cens dels Estats Units a l'estat de Nova Jersey. Segons el cens del 2000 tenia 3.538 habitants.

## Demografia
Segons el cens del 2000, Cliffwood Beach tenia 3.538 habitants, 1.149 habitatges, i 881 famílies. La densitat de població era de 1.468,8 habitants/km².
Dels 1.149 habitatges en un 38,1% hi vivien nens de menys de 18 anys, en un 57,2% hi vivien parelles casades, en un 14,1% dones solteres, i en un 23,3% no eren unitats familiars. En el 16,4% dels habitatges hi vivien persones soles el 4,9% de les quals corresponia a persones de 65 anys o més que vivien soles. El nombre mitjà de persones vivint en cada habitatge era de 2,99 i el nombre mitjà de persones que vivien en cada família era de 3,37.
Per edats la població es repartia de la següent manera: un 26,5% tenia menys de 18 anys, un 7,5% entre 18 i 24, un 33,7% entre 25 i 44, un 22,5% de 45 a 60 i un 9,8% 65 anys o més.
L'edat mediana era de 36 anys. Per cada 100 dones de 18 o més anys hi havia 94,2 homes.
La renda mediana per habitatge era de 57.098 $ i la renda mediana per família de 61.875 $. Els homes tenien una renda mediana de 44.856 $ mentre que les dones 32.714 $. La renda per capita de la població era de 22.874 $. Aproximadament el 5% de les famílies i el 5,5% de la població estaven per davall del llindar de pobresa.

## Poblacions més properes
El següent diagrama mostra les poblacions més properes.